# Station Fouilloy
Station Fouilloy is een spoorwegstation in de Franse gemeente Fouilloy.